# Elad Madmon
Elad Madmon (in ebraico אלעד מדמון‎?; Natanya, 10 febbraio 2004) è un calciatore israeliano, attaccante del Maccabi Tel Aviv.

## Caratteristiche tecniche
È un centravanti.

## Carriera

### Club
Madmon è cresciuto nel settore giovanile dell'Hapoel Hadera, dove ha debuttato l'11 marzo 2023 nell'incontro di Ligat ha'Al vinto 3-1 contro il Sektzia Ness Ziona. Promosso in prima squadra al termine della stagione, il 30 settembre ha segnato il suo primo gol decidendo la sfida contro l'Ashdod, terminata 1-0.
Il 2 febbraio 2024 è stato acquistato dal Maccabi Tel Aviv, che lo ha lasciato in prestito al Hapoel Hadera fino al termine della stagione.

### Nazionale
Ha giocato nelle nazionali giovanili israeliane Under-19 ed Under-21.
Nel 2024 ha partecipato ai Giochi Olimpici.

## Statistiche

### Presenze e reti nei club
Statistiche aggiornate al 21 luglio 2024.
| Stagione        | Squadra         | Campionato      | Campionato | Campionato | Coppe nazionali | Coppe nazionali | Coppe nazionali | Coppe continentali | Coppe continentali | Coppe continentali | Altre coppe | Altre coppe | Altre coppe | Totale | Totale | Totale |
| Stagione        | Squadra         | Comp            | Pres       | Reti       | Comp            | Pres            | Reti            | Comp               | Pres               | Reti               | Comp        | Pres        | Reti        | Pres   | Reti   |        |
| --------------- | --------------- | --------------- | ---------- | ---------- | --------------- | --------------- | --------------- | ------------------ | ------------------ | ------------------ | ----------- | ----------- | ----------- | ------ | ------ | ------ |
| 2022-2023       | Hapoel Hadera   | LHA             | 7          | 0          | CI+TC           | 0               | 0               |                    | -                  | -                  |             | -           | -           | 7      | 0      |        |
| 2023-2024       | Hapoel Hadera   | LHA             | 31         | 12         | CI+TC           | 1+5             | 0               |                    | -                  | -                  |             | -           | -           | 37     | 12     |        |
| Totale carriera | Totale carriera | Totale carriera | 38         | 12         |                 | 6               | 0               |                    | -                  | -                  |             | -           | -           | 44     | 12     |        |

### Cronologia presenze e reti in nazionale
| Cronologia completa delle presenze e delle reti in nazionale ― Israele | Cronologia completa delle presenze e delle reti in nazionale ― Israele | Cronologia completa delle presenze e delle reti in nazionale ― Israele | Cronologia completa delle presenze e delle reti in nazionale ― Israele | Cronologia completa delle presenze e delle reti in nazionale ― Israele | Cronologia completa delle presenze e delle reti in nazionale ― Israele | Cronologia completa delle presenze e delle reti in nazionale ― Israele | Cronologia completa delle presenze e delle reti in nazionale ― Israele |
| Data                                                                   | Città                                                                  | In casa                                                                | Risultato                                                              | Ospiti                                                                 | Competizione                                                           | Reti                                                                   | Note                                                                   |
| ---------------------------------------------------------------------- | ---------------------------------------------------------------------- | ---------------------------------------------------------------------- | ---------------------------------------------------------------------- | ---------------------------------------------------------------------- | ---------------------------------------------------------------------- | ---------------------------------------------------------------------- | ---------------------------------------------------------------------- |
| 14-10-2024                                                             | Udine                                                                  | Italia                                                                 | 4 – 1                                                                  | Israele                                                                | UEFA Nations League 2024-2025 - 1º turno                               | -                                                                      | 64’                                                                    |
| Totale                                                                 |                                                                        | Presenze                                                               | 1                                                                      |                                                                        | Reti                                                                   | 0                                                                      |                                                                        |

## Palmarès
- Coppa Toto: 1

Maccabi Tel Aviv: 2024-2025